# Ruisseau Galinas
Le ruisseau Galinas est un ruisseau français qui coule en région Occitanie, dans les départements de Tarn-et-Garonne et de la Haute-Garonne. C'est un affluent du ruisseau de Nadesse donc sous affluent de la Garonne.

## Géographie
De 11,3 km de longueur, il prend sa source sur la commune de Le Burgaud dans la Haute-Garonne sous le nom de ruisseau de Marmèche et se jette dans le ruisseau de Nadesse en rive droite sur la commune de Verdun-sur-Garonne en Tarn-et-Garonne.

### Départements et communes traversés
- Haute-Garonne : Le Burgaud.
- Tarn-et-Garonne : Savenès, Verdun-sur-Garonne.

## Principaux affluents
- Ruisseau Cagoide : 3,3 km
- Ruisseau Segonde : 9,6 km